# 보로메오 고리

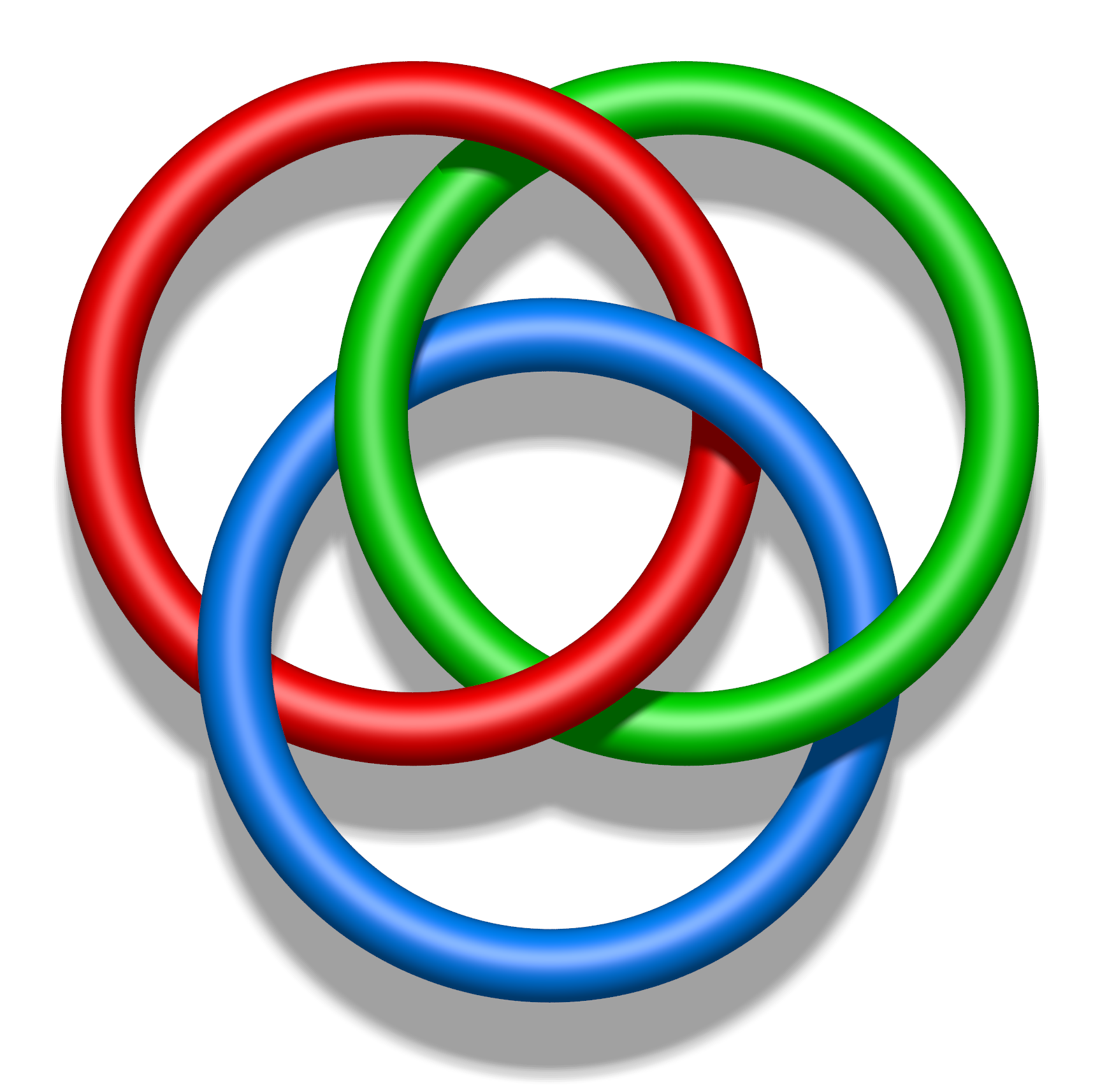
보로메오 고리

보로메오 고리(영어: Borromean rings)는 세 개의 단순 닫힌 곡선 고리가 연결된 연환이다. 고리 하나를 끊으면 나머지 두 고리 사이의 맞물림이 없어진다. 흔히 평면 위에서 벤 다이어그램처럼 서로 겹쳐진 세 원의 모양으로 그려지는데, 각각의 원은 다른 원과 만나는 지점에서 다른 원의 위로 지나갔다가 아래로 지나갔다가를 반복한다. 이렇게 그려진 세 개의 원과 위상동형인 세 개의 닫순 닫힌 곡선을 모두 보로메오 고리라고 부른다.
보로메오 고리라는 이름의 유래는 이탈리아의 귀족 가문인 보로메오가이다. 이 가문의 문장에는 보로메오 고리가 그려져 있다. 보로메오 고리 문양은 노르드인과 일본을 비롯한 다른 여러 문화에서도 사용되어 왔다. 기독교에서는 삼위일체의 상징으로 쓰이며, 현대에는 밸런타인 맥주의 상표 등으로 사용되기도 한다.
기하학적으로, 보로메오 고리는 서로 연결된 타원이나 직사각형 세 개를 사용해 실현할 수 있다. 3차원에서 세 개의 원으로 보로메오 고리를 만드는 것은 불가능하다. 그러나 원을 제외한 임의의 3차원 단순 닫힌 곡선의 복사본 세 개를 사용해 보로메오 고리를 만들 수 있다는 추측이 제시된 바 있다. 연환으로서 보로메오 고리는 대수적, 교대, 쌍곡, 브룬 연환이다.

## 그림

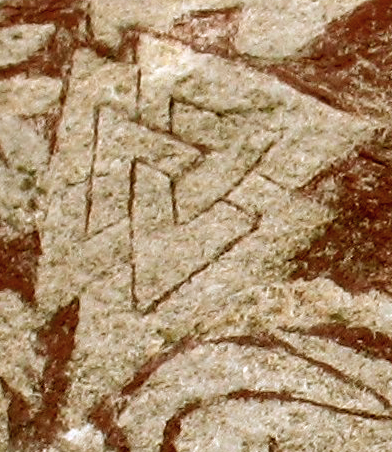
스토라 함마르스 비석에 새겨진 발크누트 문양
13세기 기독교 문헌에서 삼위일체의 상징으로 쓰인 보로메오 고리
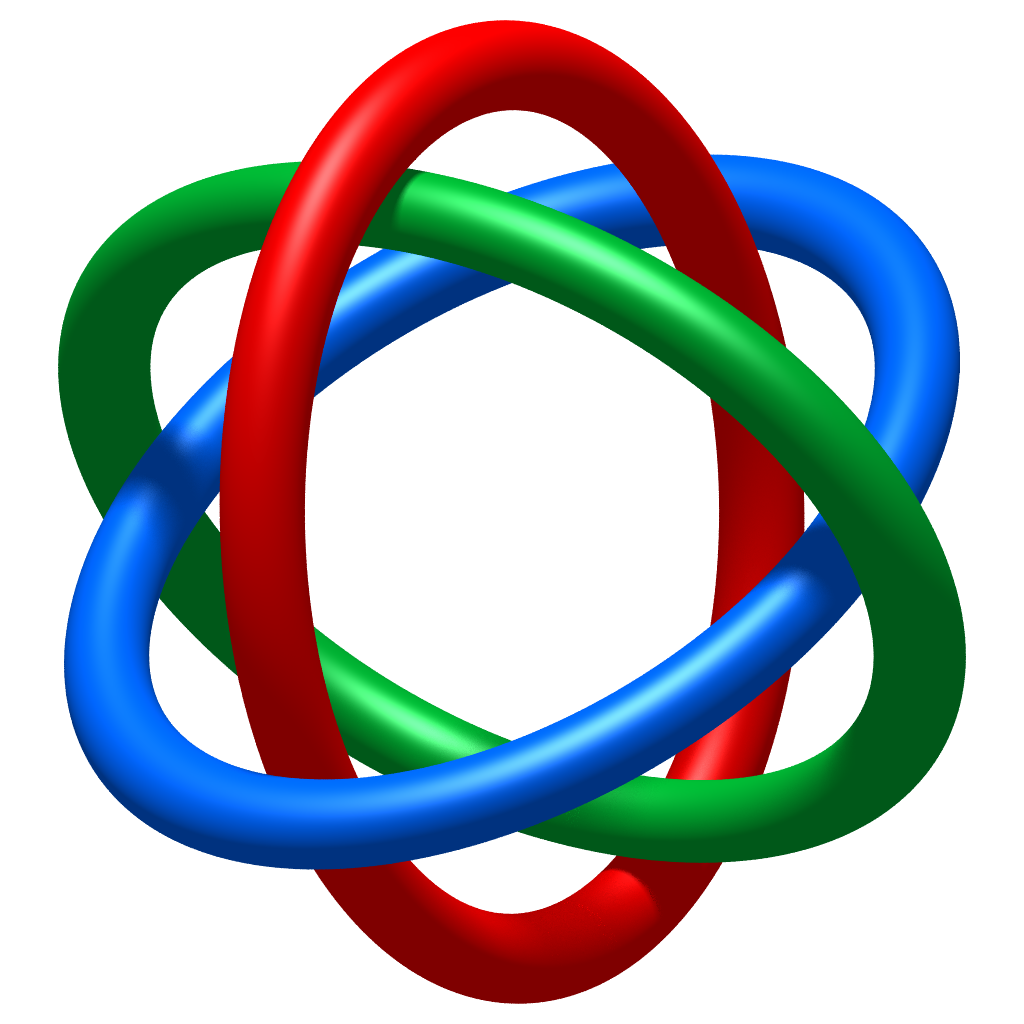
3차원에서 타원 세 개로 만든 보로메오 고리
정이십면체의 꼭짓점을 꼭짓점으로 갖는 황금사각형 세 개로 만든 보로메오 고리

## 같이 보기
- 분자 보로메오 고리
- 쌍곡부피